# Parque nacional de Kainji
El Parque nacional de Kainji (en inglés: Kainji National Park) es un parque nacional en el estado de Níger y el estado de Kwara, ambos pertenecientes al país africano de Nigeria. Cubre un área de alrededor de 5.340,82 kilómetros cuadrados en total. El parque incluye tres sectores distintos: una parte del lago Kainji en el que la pesca está restringida, la Reserva de Caza Borgu al oeste del lago, y la Reserva de Caza Zugurma al sureste.